# Ambrosios (Zographos)
Ambrosios (vlastním jménem Aristolélis Zographos; * 15. března 1960, Aigina) je řecký pravoslavný duchovní, arcibiskup a metropolita celé Koreje.

## Život
Narodil se 15. března 1960 na ostrově Aigina.
Střední školu navštěvoval na svém rodném ostrově. Roku 1978 nastoupil na Univerzitu v Athénách, kterou dokončil roku 1983. Roku 1985 byl vysvěcen na diakona a roku 1991 na presbytera. Po vysvěcení sloužil v Metropoli Nikaia-Pireus a to jako osobní sekretář metropolity Georgia (Pavlidese). Dále působil v metropolích Monemvasia a Sparta.
V letech 1988-1989 pracoval v knihovně a galerii ikon v Klášteře svaté Kateřiny na Hoře Sinaj.
V letech 1991-1993 studoval na Hellenic College Holy Cross Greek Orthodox School of Theology v Brooklinu kde získal magisterský titul z teologie. V letech 1993-1996 absolvoval postgraduální studium v teologickém semináři Princetonské univerzity, kde získal doktorský titul z církevní historie a historie umění.
Při pobytu v USA sloužil v různých farnostech v Nové Anglii a New Jersey.
Dne 21. prosince 1998 získal na Athénské univerzitě doktorát a 23. prosince stejného roku odešel do Jižní Korey kde začal půbosobit jako děkan katedrály svatého Mikuláše v Soulu a kancléř pravoslavné metropole v Koreji.
Dne 21. prosince 2006 byl vysvěcen na biskupa v Zelonu.
Dne 28. května 2008 byl Posvátným synodem Ekumenického patriarchátu zvolen metropolitou Korey. Uveden do úřadu byl 20. července 2008.